# Jan Kreft
Jan Dariusz Kreft – polski medioznawca, prof. dr hab. nauk społecznych.

## Życiorys
Wieloletni dziennikarz ekonomiczny i korespondent zagraniczny. 
18 marca 2004 obronił pracę doktorską Ocena strategii marketingowych na rynku codziennej prasy ogólnopolskiej, 20 lutego 2013 habilitował się na podstawie pracy zatytułowanej Ewolucja strategii transmedialnych korporacji transnarodowych. 11 lutego 2021 uzyskał tytuł profesora nauk społecznych. Zatrudniony na Wydziale Nauk Społecznych Uniwersytetu Gdańskiego, a następnie w Instytucie Kultury na Wydziale Zarządzania i Komunikacji Społecznej Uniwersytetu Jagiellońskiego.
Jest profesorem na Wydziale Zarządzania i Ekonomii Politechniki Gdańskiej, szefem Centrum Badań nad Zarządzaniem Algorytmicznym oraz m.in. członkiem Komisji Zarządzania Kulturą i Mediami PAU. Zarządza spółkami mediów i nowych technologii. Wieloletni doradca czołowych polskich firm. 
Zainteresowania badawcze: zarządzanie organizacjami mediów i nowych technologii z wykorzystaniem sztucznej inteligencji, teoria i praktyka manipulacji i propagandy. 